# 杰罗姆·罗宾斯
杰罗姆·罗宾斯 (Jerome Robbins，1918年10月11日 – 1998年7月29日)  是一位美国戏剧制作人、导演、舞蹈指导，其成就主要在百老汇戏剧和芭蕾舞方面，此外，他也是影视导演和监制。主要戏剧作品包括 On the Town, Peter Pan, High Button Shoes, The King And I, The Pajama Game,  Bells Are Ringing, West Side Story, Gypsy: A Musical Fable, 和 Fiddler on the Roof。他一共获得过五次托尼奖，1961年联合执导的音乐电影《西区故事》赢得奥斯卡最佳导演奖和美国导演工会奖，他还是奥斯卡荣誉奖和肯尼迪中心荣誉奖得主。一部有关他的纪录片于2009年首映。

## 生平
他生于纽约市的一个犹太人家庭，曾在纽约大学化学系就读，在大一时开始跳舞，由于财政问题只上了一年就辍学。1940年加入美国芭蕾舞剧院。1944年4月，罗宾斯担任舞蹈设计的美国芭蕾舞剧院演出的音乐剧《奢华的自由》在大都会歌剧院首演并获得成功。他还在《吉普赛》和《屋顶上的提琴手》两部名剧中任导演和舞蹈设计。
他是个双性恋者，与男演员Montgomery Clift是好伙伴。

## 文章
| - NY Times, August 9, 1998 - NY Times, Alan Riding, March 12, 1999 | - NY Times, Alastair Macaulay, April 27, 2008 （页面存档备份，存于） |

### 视频
- Archive footage of ABT (then Ballet Theatre) performing Robbins' ballet Interplay in 1949 at Jacob's Pillow （页面存档备份，存于）